# Schloss Gröningen

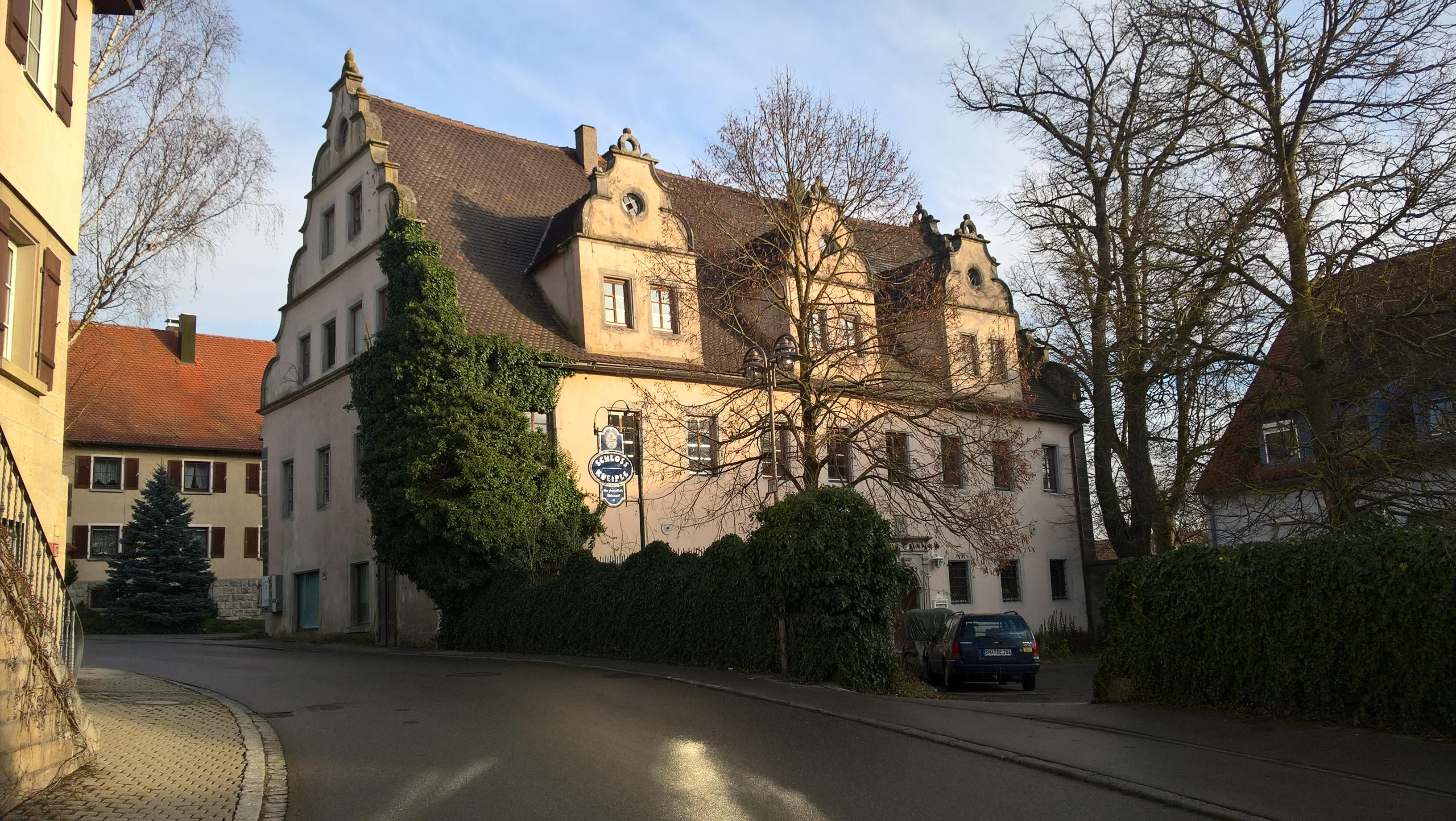
Schloss Gröningen

Das Schloss Gröningen ist ein vierstöckiger Renaissancebau im Ortsteil Gröningen der Gemeinde Satteldorf im Landkreis Schwäbisch Hall in Baden-Württemberg.

## Geschichte
Das Schloss, ein schlichter Putzbau mit Sandsteingliederung, wurde von 1611 bis 1627 von Hans Philipp von Crailsheim und seiner Frau Margarethe von Berlichingen erbaut, nachdem die Herrschaft Gröningen an sie gekommen war. Das Schloss blieb zunächst jedoch meist unbewohnt. Erst nachdem es gegen Ende des 18. Jahrhunderts durch Erbschaft an die Herren von Seckendorff gekommen war, bestand in Gröningen eine Hofhaltung mit Kutscher, Kammerdiener, Kammerjungfer, Gärtner und Jäger.
1865 wurde das Schloss an den Kaufmann und Wirt Leonhard Keller aus Engelhardshausen verkauft, der 1866 darin einen Krämerladen mit Gastwirtschaft einrichtete. Als er 1879 in Konkurs ging, wurde das Schloss von dem Landwirt Georg Kraft aus Heuchlingen ersteigert, der es 1881 auf seine Tochter und deren Mann überschrieb. Die beiden, Georg und Katharina Frank, führten die Gastwirtschaft und den Kaufladen weiter. Nach dem frühen Tod ihres Mannes durfte Katharina Frank als alleinstehende Frau keine Gastwirtschaft führen, und das Lokal wurde zunächst verpachtet und dann 1903 an Wilhelm Wacker und dessen Frau verkauft, die ab 1904 im Schloss eine Gastwirtschaft mit Kaufladen betrieben.

## Heutige Nutzung
Heute befinden sich im Schloss eine Gaststätte mit Biergarten und Geschäftsräume. Das Schloss selbst kann nicht besichtigt werden, da es teilweise bewohnt ist.

## Unterscheidung
Zum gleichnamigen ehemaligen Residenzschloss des Hochstifts Halberstadt: siehe Geschichte von Gröningen.